# 集贤镇 (集贤县)
集贤镇，是中华人民共和国黑龙江省双鸭山市集贤县下辖的一个乡镇级行政单位。

## 行政区划
集贤镇下辖以下地区：
福城社区、兴达社区、永发村、双胜村、中兴村、七一村、顺发村、山河村、德胜村、山东村、国庆村、红光村、丰收村、兆林村、同意村、长安村、永富村、平原村、福厚村、洪仁村、务正村、城新村、五一村、黎明村和德祥村。